# Бульку, Эрвин
Эрвин Бульку (алб. Ervin Bulku; 3 марта 1981, Тирана) — албанский футболист, полузащитник, в прошлом игрок сборной Албании, ныне является главным тренером юношеской сборной Албании.

## Биография
Начал профессиональную карьера в клубе «Тирана», провёл больше 200 матчей за клуб. В июле 2007 года был куплен клубом «Кривбасс» за 1 200 000 евро, хотя мог перейти в клуб «Спартак-Нальчик». Дебют в чемпионате Украины состоялся 28 июля 2007 года в матче «Карпаты» — «Кривбасс» (3:0).
В национальной сборной Албании играл с 2002 года, с перерывом.